# Mr. Gaga
Mr. Gaga è un documentario del 2015 diretto da Tomer Heymann.

## Trama
Il documentario racconta la vita lavorativa e privata del coreografo e danzatore israeliano Ohad Naharin.